# ? (Album)
? ist das zweite Studioalbum des US-amerikanischen Rappers XXXTentacion. Es erschien am 26. März 2018 über Bad Vibes Forever.

## Hintergrund
XXXTentacion veröffentlichte sein ein erstes Studioalbum 17 im August 2017. Im Dezember veröffentlichte er seine fünfte EP A Ghetto Christmas Carol auf SoundCloud. Mitte Dezember 2017 kündigte er die drei Alben Bad Vibes Forever, Skins und ? an. Anfang März erschienen die zwei Singles „Sad“ und „Changes“. Die Titelliste wurde am 12. März 2018 bekannt gegeben.

## Titelliste
1. Introduction (Instructions)
2. Alone, Part 3
3. Moonlight
4. Sad!
5. The Remedy for a Broken Heart (Why Am I So in Love)
6. Floor 555
7. Numb
8. Infinity (888) (feat. Joey Badass)
9. Going Down!
10. Pain = Bestfriend (feat. Travis Barker)
11. $$$ (feat. Matt Ox)
12. Love Yourself
13. Smash! (feat. PnB Rock)
14. I Don’t Even Speak Spanish LOL (feat. Rio Santana, Judah und Carlos Andrez)
15. Changes
16. Hope
17. Schizophrenia
18. Before I Close My Eyes

## Kommerzieller Erfolg

### Chartplatzierungen
| ChartsChartplatzierungen       | Höchstplatzierung | Wochen |
| ------------------------------ | ----------------- | ------ |
| Deutschland (GfK)              | 13 (118 Wo.)      | 118    |
| Österreich (Ö3)                | 5 (162 Wo.)       | 162    |
| Schweiz (IFPI)                 | 4 (218 Wo.)       | 218    |
| Vereinigte Staaten (Billboard) | 1 (354 Wo.)       | 354    |
| Vereinigtes Königreich (OCC)   | 3 (196 Wo.)       | 196    |

| ChartsJahrescharts (2018)      | Platzierung |
| ------------------------------ | ----------- |
| Deutschland (GfK)              | 79          |
| Österreich (Ö3)                | 67          |
| Schweiz (IFPI)                 | 69          |
| Vereinigte Staaten (Billboard) | 9           |
| Vereinigtes Königreich (OCC)   | 31          |

| ChartsJahrescharts (2019)      | Platzierung |
| ------------------------------ | ----------- |
| Vereinigte Staaten (Billboard) | 21          |
| Vereinigtes Königreich (OCC)   | 55          |

| ChartsJahrescharts (2020)      | Platzierung |
| ------------------------------ | ----------- |
| Vereinigte Staaten (Billboard) | 59          |
| Vereinigtes Königreich (OCC)   | 44          |

| ChartsJahrescharts (2021)      | Platzierung |
| ------------------------------ | ----------- |
| Österreich (Ö3)                | 36          |
| Schweiz (IFPI)                 | 86          |
| Vereinigte Staaten (Billboard) | 74          |
| Vereinigtes Königreich (OCC)   | 66          |

| ChartsJahrescharts (2022)      | Platzierung |
| ------------------------------ | ----------- |
| Deutschland (GfK)              | 100         |
| Österreich (Ö3)                | 59          |
| Schweiz (IFPI)                 | 94          |
| Vereinigte Staaten (Billboard) | 89          |

| ChartsJahrescharts (2023)      | Platzierung |
| ------------------------------ | ----------- |
| Schweiz (IFPI)                 | 73          |
| Vereinigte Staaten (Billboard) | 120         |

| ChartsJahrescharts (2024)      | Platzierung |
| ------------------------------ | ----------- |
| Schweiz (IFPI)                 | 85          |
| Vereinigte Staaten (Billboard) | 152         |

### Auszeichnungen für Musikverkäufe
| Land/Region                  | Auszeichnungen für Musikverkäufe (Land/Region, Auszeichnung, Verkäufe) | Verkäufe  |
| ---------------------------- | ---------------------------------------------------------------------- | --------- |
| Australien (ARIA)            | Platin                                                                 | 70.000    |
| Belgien (BRMA)               | Gold                                                                   | 10.000    |
| Dänemark (IFPI)              | 5× Platin                                                              | 100.000   |
| Deutschland (BVMI)           | Platin                                                                 | 200.000   |
| Frankreich (SNEP)            | 3× Platin                                                              | 300.000   |
| Italien (FIMI)               | 2× Platin                                                              | 100.000   |
| Kanada (MC)                  | Platin                                                                 | 80.000    |
| Neuseeland (RMNZ)            | 4× Platin                                                              | 60.000    |
| Niederlande (NVPI)           | Platin                                                                 | 40.000    |
| Norwegen (IFPI)              | 2× Platin                                                              | 40.000    |
| Polen (ZPAV)                 | 3× Platin                                                              | 60.000    |
| Schweden (IFPI)              | Platin                                                                 | 30.000    |
| Singapur (RIAS)              | Gold                                                                   | 5.000     |
| Vereinigte Staaten (RIAA)    | 5× Platin                                                              | 5.000.000 |
| Vereinigtes Königreich (BPI) | 2× Platin                                                              | 600.000   |
| Insgesamt                    | 2× Gold · 31× Platin ·                                                 | 6.695.000 |